# ジャン・ムートン
ジャン・ムートン（Jean Mouton, 1459年？ - 1522年10月30日）はフランス・ルネサンス音楽の作曲家。モテット作曲家として、またアドリアン・ヴィラールトの恩師として名声を馳せた。

## 生涯
1459年かそれ以前に生まれたが、しばしばルネサンスの作曲家に当てはまるように、幼少期に関する記録は乏しい。ブローニュ・シュル・メール近郊の寒村オリギュー（現在のオー＝ヴィーニュ）出身の見込みが高い。アミアン南西部のネールの司教座教会で、1477年に聖歌隊員や教師として活動を始め、1483年に聖歌隊長に就任する。この頃に僧侶も勤めたらしく、1500年にはアミアン大聖堂で少年聖歌隊員の保護者となった。1501年にはグルノーブルに滞在して少年聖歌隊員を指導したが、翌年にその地を去り、どうやら王妃アンヌ・ド・ブルターニュに仕えたようである。それからムートンはフランス宮廷の中心的な作曲家として、公式ないしは非公式に、しばしば国事のための機会音楽を作曲した。
モテット《キリストは勝てり Christus vincit》は、1513年のコンクラーベのために作曲された。教皇に選出されたレオ10世は、明らかにムートンの音楽が気に入っており、ムートンから1515年にモテットを献上されると、名誉称号を与えて報いた。これはマリニャンの戦いの直後に、フランソワ1世に従ってボローニャで同教皇に謁見した際の話である。このイタリア訪問は、ムートンの最初の、そしておそらく唯一の外国旅行であったろう。
1517年から1522年まで、スイスの音楽理論家グラレアヌスの訪問を受ける。グラレアヌスは滔々と称賛の念を書き綴り、「誰もが彼の楽譜の写しを持っている」と述べた。グラレアヌスの音楽論文『ドデカコルドン Dodecachordon』には、ムートンの譜例がいくつか利用されている。
ムートンは、ロレンツォ・ディ・メディチに献上された、「『メディチ写本』と呼ばれる著名な手稿譜集の編纂者かもしれない。
野営地ル・キャン・ドラドール（Le Camp de Drap d'Or）におけるフランソワ1世とヘンリー8世の会談において、ムートンが音楽の宴の責任者だったという話は、きわめて可能性が高いものの、証明されていない。
最晩年にサンカンタンに移り住んだ。1518年に世を去ったロイゼ・コンペールの後任聖職者として、聖職禄を受けていたかもしれない。サンカンタンで亡くなり、同地に埋葬された。

## 作品と影響力
ムートンは作曲家としても教師としても、巨大な影響力を発揮した。ムートン作品のうち、9曲のマニフィカト、15のミサ曲、20曲のシャンソン、100曲以上のモテットが現存する。国王付きの宮廷作曲家であったため、作品が生き延びる確率は、当時としても割りに高いが、そのうえ広く流布して、写譜され、保存されたのである。さらに、有名な楽譜出版社オッタヴィアーノ・ペトルッチは、ムートンのミサ曲全集の刊行に踏み切っている（楽譜出版の草創期においては、たいていは複数の作曲家による曲集を出版するのが普通であった）。
ムートンの作曲様式は、表面上はジョスカン・デプレに似ており、通模倣様式とカノンの技法、対等な声部同士によるポリフォニー書法が併用されている。しかしながらムートンは、ジョスカンに比べると、リズムやテクスチュアにおいて画一化された作曲をしがちであり、テクスチュアの対比にほとんど頓着していない。
1500年ごろムートンは、イタリア音楽との出会いによって、和音や和声感に気づいたようである。当時は線的な音楽から、和声が突出している音楽への過渡期にあたった。（たとえば、フロットーラのような軽めの表現形態において、ホモフォニックなテクスチュアと、時おり明らかに全音階的な和声法が特徴的である。）
ムートンは生涯を通じて優れた音楽の職人であり続け、同時代の人々から高い評価を受けて、王族の庇護者から引く手あまたであった。ムートンの作品は16世紀後半になってからでさえ版を重ねて、多くの作曲家を魅了した。とりわけクリスマスのモテット《 Noe, noe psallite noe》と《 Quaeramus cum pastoribus 》は、後世の作曲家がミサ曲作曲の定旋律に利用した。

## 主要作品一覧

### ミサ曲とミサ曲断章
1. Missa "Alleluia"
2. Missa "Alma redemptoris mater"
3. Missa "Benedictus Dominus Deus"
4. Missa "Dictes moy toutes vos pensées"
5. Missa "Ecce quam bonum"
6. Missa "Lo serai je dire"
7. Missa "Faulte d'argent"
8. Missa "l'Homme armé"
9. Missa "Quem dicunt homines"
10. Missa "Regina mearum"
11. Missa "sans candence"
12. Missa sine nomine 1
13. Missa sine nomine 2
14. Missa "tu es Petrus"
15. Missa "Tua est potentia"
16. Missa "Verbum bonum"
17. Credo (fragment)

### モテット
1. Antequam comedam suspiro
2. Benedicam Dominum
3. 奮い立て、ガリアの王者よ Exalta Regina Galliae (マリニャンの戦いの戦勝記念モテット、1515年)
4. ガブリエルは遣わされたり Missus est Gabriel
5. Nesciens mater （8声のためのカノンの力作）
6. Non nobis Domine （1510年10月25日の王女ルネーの誕生記念モテット）
7. O Maria piissima; Quis dabit oculis nostris（1514年1月9日の王妃アンヌの崩御のための追悼モテット）

### シャンソン
1. La la la l'oysillon du bois
2. Qui ne regrettroit le gentil Févin （フェヴァン追悼モテット、1511年～1512年作曲）

## 関連事項・参考文献・参考サイト
- CPDL: Jean Mouton